# Pseudoproctarrelabris elegantulus
Pseudoproctarrelabris elegantulus är en insektsart som beskrevs av Van der Weele 1909. Pseudoproctarrelabris elegantulus ingår i släktet Pseudoproctarrelabris och familjen fjärilsländor. Inga underarter finns listade i Catalogue of Life.